# 다산학술상
다산학술상은 국내와 국제 학술회의와 학술지 『다산학』을 창간한 다산학술문화재단이 2000년부터 매년 주관하는 학술상이다.

## 학술상 제정
재단법인 다산학술문화재단에서 다산(茶山) 정약용(丁若鏞) 선생의 학문적 업적을 기리고 다산 실학사상의 창조적인 계승을 도모한다는 취지에서 ‘다산학술상’을 제정하여 다산학 및 관련 연구분야의 발전에 이바지한 사람(단체)을 대상으로 매년 학술대상 1명, 우수논문상 1명을 선정하여 시상한다.

## 역대 수상자

### 학술대상
|              | 수상자                | 소속                           | 분야                                        |
| ------------ | --------------------- | ------------------------------ | ------------------------------------------- |
| 1회          | 이지형                | 전 성균관대학교 교수           | 다산 經學                                   |
| 2회          | 금장태                | 서울대학교 종교학과 교수       | 다산 哲學                                   |
| 3회          | 송재소                | 성균관대학교 한문학과 교수     | 다산 文學(詩)                               |
| 4회          | 김상홍                | 단국대학교 한문교육학과 교수   | 다산 文學(詩)                               |
| 5회(공로상)  | 박석무                | 한국고전번역원 초대 원장       | 다산학 발전                                 |
| 6회          | 실시학사경학연구회    | 실시학사경학연구회             | 실시학사경학연구회                          |
| 7회          | 김태영                | 경희대학교 명예교수            | 실학                                        |
| 8회          | 임형택                | 성균관대학교 한문교육학과 교수 | 다산 문학                                   |
| 9회          | 도널드 베이커         | 브리티시대학교 콜럼비아 교수   | 한국학                                      |
| 10회         | 연세대학교 국학연구원 | 연세대학교                     | 실학                                        |
| 11회(공로상) | 최병현                | 호남대학교 영문과 교수         |                                             |
| 12회         | 대상자 없음           | 대상자 없음                    | 대상자 없음                                 |
| 13회         | 대상자 없음           | 대상자 없음                    | 대상자 없음                                 |
| 14회         | 대상자 없음           | 대상자 없음                    | 대상자 없음                                 |
| 15회         | 방인                  | 경북대학교 철학과 교수         | 다산역학                                    |
| 16회(공로상) | 김신자                | 전 오스트리아 빈대학교 교수    | 다산의 철학사상을 영어 독일어 서적으로 발간 |

### 우수 연구상
|      | 수상자 | 소속                                   | 전공           | 학위논문명                                                                           |
| ---- | ------ | -------------------------------------- | -------------- | ------------------------------------------------------------------------------------ |
| 1회  | 정일균 | 서울대학교 사회학과 교수               | 다산학과       | 다산 정약용의 세계관에 대한 사회학적 연구                                            |
| 2회  | 김영우 | 세종대학교 초빙교수                    | 다산역학       | 정약용의 역학사상 연구                                                               |
| 3회  | 손남숙 | 예지원 교육부장                        | 다산예학       | 다산의 斂襲衣 제도에 관한 연구                                                       |
| 4회  | 김인철 | 경북대학교 퇴계연구소 책임연구원       | 다산역학       | 다산의《주역》해석체계에 대한 연구                                                   |
| 5회  | 임부연 | 서울대학교 종교학과 졸업               | 다산학(수양론) | 정약용의 수양론 연구                                                                 |
| 6회  | 황병기 | 연세대학교 연구교수                    | 다산역학       | 다산 정약용의 易象學                                                                 |
| 7회  | 김치완 | 부산대학교 철학과 졸업                 | 다산           | 주자학 전통에서 본 다산의 인간관 연구                                                |
| 8회  | 백민정 | 가톨릭대 철학과 교수                   | 다산경학       | 정약용 철학의 형성과 체계에 관한 연구                                                |
| 9회  | 박종천 | 고려대학교 민족문화연구원 교수         | 다산예학       | 다산 정약용의 의례이론에 대한 연구                                                   |
| 10회 | 함영대 | 경상국립대학교 한문학과 부교수         | 한국경학       | 성호학파의 『맹자』 해석에 대한 연구                                                 |
| 11회 | 정소이 | 서강대학교 종교학과 부교수             | 동양철학       | 정약용 심성론의 변천과 전개                                                          |
| 11회 | 전성건 | 안동대학교 동양철학과 부교수           | 철학           | 다산의 예치사상 연구                                                                 |
| 13회 | 이숙희 | 서강대학교 강사                        | 종교학         | '영체'와 '행사'에서 본 정약용의 종교적 의식 연구 : 버나드 로너간의 인지이론 관점에서 |
| 14회 | 노지현 | 프랑스 리옹대학교 교수                 | 동양철학       | 정약용의 고문상서비판(Chong Yagyong(1762-1836) et sa critique du Shangshu en guwen)  |
| 15회 | 이상아 | 성균관대학교 대동문화연구원 책임연구원 | 한문고전번역학 | 다산 정약용의 『제례고정』 역주                                                      |
| 16회 | 박창식 | 경상남도 거제시 제일고등학교 교사      |                | 『정약용, 대진, 오규 소라이의 탈주자학적 도덕철학 비교 연구』                        |